# Éditions du Cerf
Éditions du Cerf este o editură franceză, fondată în 1929 de Ordinul dominican și specializată în publicații religioase, exegetice, istorice și filozofice.
Din 2013, sub conducerea lui Jean-François Colosimo, editura își extinde domeniul de aplicare în favoarea unor opere mai populare.

## Istoric
Editura a fost fondată în 1929, la cererea Papei Pius al XI-lea, de către dominicanul Marie-Vincent Bernadot (1883 - 1941), apropiat de gândirea suveranului pontif. Le Cerf (Cerbul) face trimtere la Psalmul 41, versetul:
„În ce chip dorește cerbul izvoarele apelor, așa Te dorește sufletul meu pe Tine, Dumnezeule”
În 1919, părintele Marie-Vincent Bernadot crease deja revista La Vie Spirituelle, cu scopul întoarcerii spiritualității creștine la adevăratele ei izvoare: Sfânta Scriptură, Părinții Bisericii și marii mistici. Ulterior, în 1928, părintele Bernado, sprijinit de Papa Pius al XI-lea, împreună cu părintele Étienne Lajeunie și alți intelectuali precum Jacques Maritain au fondat La Vie Intellectual. S-a dorit astfel crearea unei alternative la influența tezelor lui Charles Maurras și a mișcării sale Action française, condamnată de Roma în 1926.
La un an de la lansarea revistei, la 11 octombrie 1929, cu sprijinul prietenilor care i-au asigurat capitalul, Bernadot a fondat societatea pe acțiuni Les Éditions du Cerf. în dorința de a contracara influența mișcării Action Française
Sediul Societății s-a stabilit, împreună cu un mic grup de dominicani, într-o casă din Juvisy-sur-Orge.

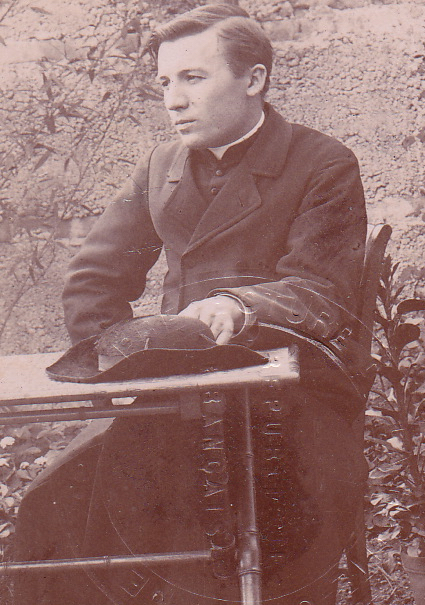
Marie-Vincent Bernadot, circa 1916.

Din 1934, editura a publicat revista Sept, un săptămânal a cărui linie editorială era apropiată de cea a revistei La Vie Intellectual, dar ceva mai popular. Sept este publicată la Paris, dar scrisă în Juvisy. Pentru a depăși acest dezavantaj, părintele Bernadot a achiziționat o clădire în Boulevard de La Tour-Maubourg, în arondismentul 7 al Parisului, care începând cu 1936 și 1937 a adăpostit o mănăstire dominicană și editura.
Editions du Cerf sunt mai ales o „ casă a revistelor » care mai rar publică cărți, neavând decât colecția de serie lungă « Unam Sanctam », dezvoltată din 1937 de teologul dominican Yves Congar. Catalogul editurii include în principal publicații periodice, părintele Bernadot a dezvoltat în douăzeci de ani nu mai puțin de opt publicații, cărora se adaugă suplimentele La Vie Spirituel, les Documents de La Vie intellectuelle sau chiar Chrétienté.
Pozițiile publicațiilor sunt considerate adesea nonconformiste de către opinia catolică atrăgând din ce în ce mai multe critici. Sept a fost forțată de Dicasteriul pentru Doctrina Credinței să își înceteze apariția în august 1937. Când Pius al XII-lea a suspendat sancțiunile împotriva cotidianului L'Action française, Marie-Vincent Bernadot s-a considerat renegat și și-a abandonat, în iulie 1939, funcțiile de director al editurii și de superior al mănăstirii.
După începutul celui de-Al Doilea Război Mondial a preluat funcția părintele Pierre Boisselot, care a fost mobilizat în armată și apoi deportat în Germania. În stare precară de sănătate și demoralizat, a murit în 25 iunie 1941, la vârsta de cincizeci și opt de ani. În timpul războiului, redacția a fost dispersată și publicațiile suspendate, cu excepția La Vie Spirituelle.

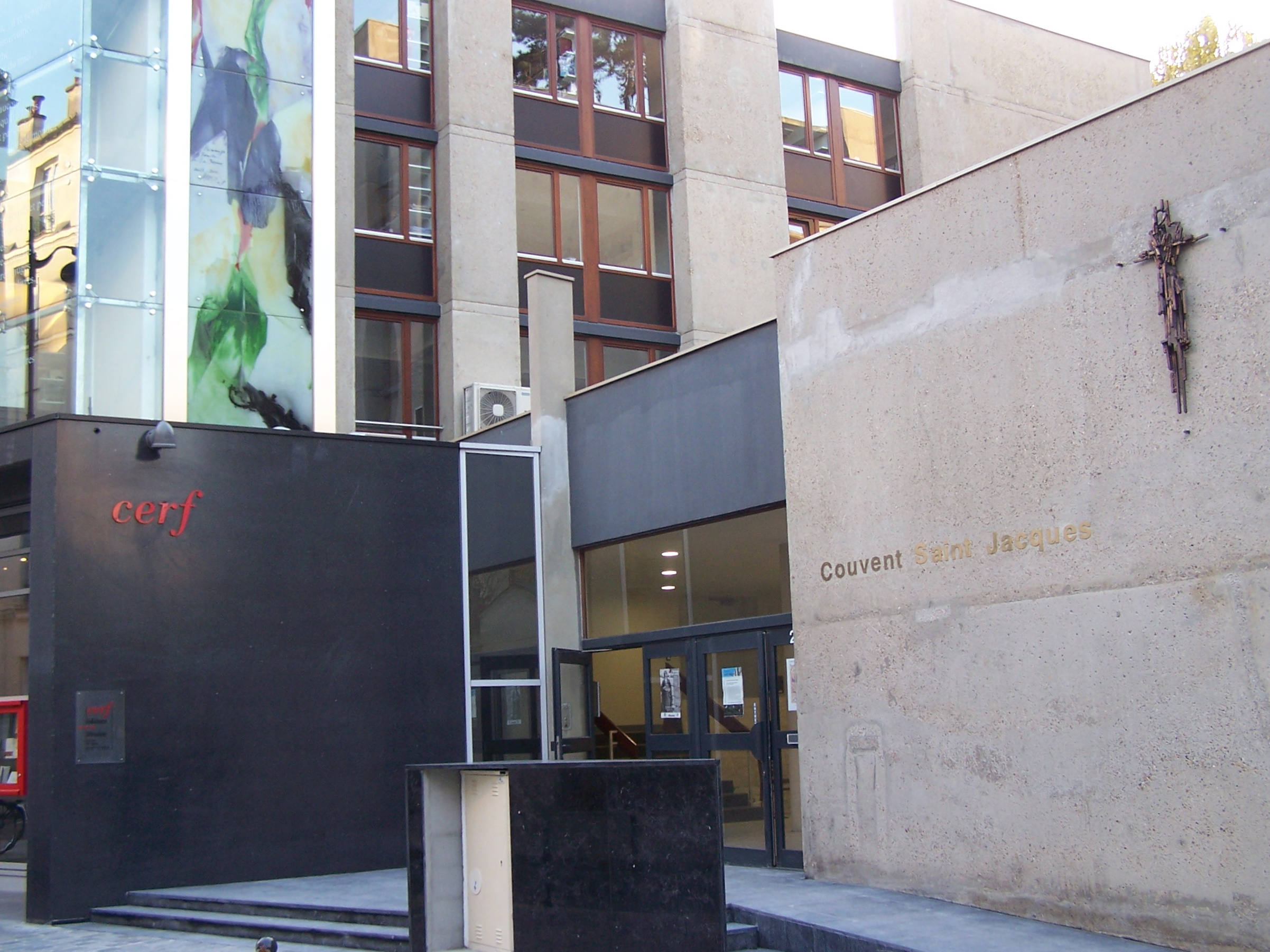
Sediul actual Rue des Tanneries din Paris.

În 2011, sediul a fost transferat în sediul mănăstirii Saint-Jacques, în Rue des Tanneries.
În 2013, Jean-François Colosimo, după ce a demisionat de la președinția Centre national du livre⁠(d), a fost numit președinte al consiliului de administrație al Editions du Cerf. Misiunea sa, după trei ani de pierderi financiare semnificative, este de a readuce echilibrul și a consolida linia editorială O parte din vechea echipă părăsește editura. Compania reduce numărul de angajați de la 49 la 15. Dar, mai presus de toate, linia editorială evoluează în favoarea autorilor și a titlurilor cu mai multă acoperire mediatică: acestea sunt în special Adieu Mademoiselle de Eugénie Bastié în 2016, apoi Le Porc émissaire : terreur ou contre-révolution în 2018, de Laetitia Strauch-Bonart, Vous avez dit conservateur ? în 2016, de Kévin Boucaud-Victoire, La Guerre des gauches în 2017, de Mathieu Bock-Côté, L’Empire du politiquement correct în 2019, L'Erreur de calcul în 2014, Le Nouveau Pouvoir in 2017 de Régis Debray, Notre liberté contre leur libéralisme de Clémentine Autain în 2018 sau chiar Le Désordre idéologique de Gaël Brustier în 2017.

## Directori
|      |      | Director                  |
| ---- | ---- | ------------------------- |
| 1929 | 1939 | Marie-Vincent Bernadot    |
| 1939 | 1946 | Pierre Boisselot          |
| 1946 | 1949 | Dominique Dubarle         |
| 1949 | 1964 | Pierre Boisselot          |
| 1964 | 1971 | Bernard Bro               |
| 1971 | 1975 | Reginald Ringenbach       |
| 1975 | 1979 | François Refoulé          |
| 1979 | 1984 | Gérard Eschbach           |
| 1984 | 1984 | François Refoulé          |
| 1985 | 1995 | Pascal Moity              |
| 1995 | 2005 | Nicolas Séd               |
| 2005 | 2013 | Eric de Clermont-Tonnerre |
| 2013 |      | Jean-François Colosimo    |

## Publicații
Editions du Cerf publică Biblia de la Ierusalim, o traducere catolică a Bibliei în limba franceză contemporană. Prima ediție a apărut în 1956, a doua în 1977 și a treia în 1998.

## Colecții
Principalele colecții Les éditions du Cerf în ordine cronologică :
- « Sources chrétiennes⁠(d) », creată în 1941 de Henri de Lubac, Jean Daniélou et Claude Mondésert⁠(d)
- « Lex orandi », creată în 1944 de Centre national de pastorale liturgique⁠(d)
- « Lectio divina », creată în 1946
- « Format:7e », creată în 1952
- « Initiations », creată în 1955
- « Jusqu'à la joie »,creată în 1961 de [[{{{2}}}|Eliette Boulen]]⁠(fr)[traduceți] Poèmes lyriques Chrétiens.
- « Cogitatio fidei », creată în 1963 de Claude Geffré⁠(d)
- « Rites et symboles », creată în 1973 de Centre national de pastorale liturgique
- « La Nuit surveillée », editură creată la Paris în 1982 de Jacques Rolland, devenită Éditions Verdier⁠(d) în 1983, puis au Cerf à partir de 1985
- « Passages », creată în 1986 de Heinz Wismann⁠(d)[13]
- « Humanités », creată în 1994 de Jean-Marc Ferry⁠(d)
- « Josèphe et son temps », creată în 1996 de Étienne Nodet⁠(d)
- « Philosophie et théologie », creată în 1996 de Philippe Capelle⁠(d)
- « Histoire religieuse de l'Europe contemporaine », creată în 1997 de Yves-Marie Hilaire⁠(d)
- « Histoire du christianisme », creată în 1997 de Guy Bedouelle⁠(d)
- « Cerf Littérature », creată în 2000 de Sylvie Parizet
- « Les Cahiers d'Histoire de la Philosophie », creată în 2004[14]
- « Sources franciscaines », creată în 2008 de Jacques Dalarun⁠(d)
- « Cerf Politique », creată în 2010
- « Orthodoxie », creată în 2010, sub conducerea lui Hyacinthe Destivelle, o.p. și de l'archiprêtre Jivko Panev⁠(d), în legătură cu Orthodoxie.com⁠(d)

## Autori publicați (selecție)
- Abbé Pierre
- Mohammad Ali Amir-Moezzi⁠(d)
- Albert-Marie Besnard⁠(d)
- Martin Blachier⁠(d)
- Serge-Thomas Bonino⁠(d)
- Joachim Bouflet⁠(d)
- Jean-Louis Bruguès⁠(d)
- Gaël Brustier⁠(d)
- Adrien Candiard⁠(d)
- Pierre Claverie⁠(d)
- André Comte-Sponville
- Chantal Delsol⁠(d)
- François-Marin Fleutot⁠(d)
- Marie Gil⁠(d)
- Mark Hunyadi⁠(d)
- Basile de Koch⁠(d)
- Bruno Latour⁠(d)
- Philippe Lefebvre⁠(d)
- Élisabeth Lévy⁠(d)
- Jean-Claude Larchet
- Jean-Michel Maldamé⁠(d)
- Jean-Luc Marion⁠(d)
- Étienne Nodet⁠(d)
- Simone Pacot⁠(d)
- Emmanuel Pisani⁠(d)
- François-Xavier Putallaz⁠(d)
- Robert Redeker⁠(d)
- Yves Roucaute⁠(d)
- Andrea Tornielli⁠(d)
- Jean-Pierre Torrell⁠(d)